# مترو الإسكندرية
مترو الإسكندرية أو مترو أبو قير هو مشروع مترو قيد الإنشاء في مدينة الإسكندرية بجمهورية مصر العربية لربط منطقة أبو قير بأقصى شرق مدينة الإسكندرية بمنطقة الكيلو 21 في أقصى غرب المدينة وذلك على ثلاثة مراحل متتالية، المرحلة الأولى التي يتم تنفيذها تربط بين منطقة أبو قير ومحطة مصر وستكون بديلاً لخط قطار أبو قير الحالي، وسيكون مسار المترو علوي وسطحي فقط نظراً لطبيعة التربة السبخية بأماكن كثيرة بمدينة الإسكندرية ومنعزلاً تماماً عن التقاطعات المرورية بطول مساره، ويبلغ طول المسار حوالي 22 كم مقسمة على 20 محطة، المرحلة الثانية تربط بين محطة مصر ومنطقة المكس، أما المرحلة الثالثة فتربط بين المكس ومنطقة الكيلو 21، وستكون السرعة التشغيلية لقطار المترو 80 كم/س، وزمن التقاطر أقل من ثلاثة دقائق.
وتبلغ تكلفة المشروع حوالي 1.71 مليار دولار أمريكي وبدء في المشروع في يناير 2024 ويفترض الانتهاء من إنشاءات وتشغيل المرحلة الأولى من المشروع خلال ثلاثة سنوات، وسيبلغ طول مسار المشروع بعد الانتهاء من مراحل الإنشاء الثلاثة حوالي 43.2 كم، وبانتهاء المشروع ستنتقل تبعية وملكية وتشغيل مسار الخط من سكك حديد مصر إلى الهيئة القومية للأنفاق. يعتبر مشروع مترو الإسكندرية أحد عناصر منظومة النقل النظيف باستخدام الطاقة الكهربائية في مصر والتي تتكون من (ترام الإسكندرية، مترو الإسكندرية، مترو القاهرة، المونوريل "قيد الانشاء"، القطار الكهربائي الخفيف LRT، القطار الكهربائي السريع "قيد الانشاء"، الأتوبيس الترددي BRT "قيد الانشاء").

## تمويل مشروع الإنشاء

### جهات التمويل الدولية
- البنك الأوروبي لإعادة الإعمار والتنمية.
- البنك الآسيوي للاستثمار في البنية التحتية.
- الوكالة الفرنسية للتنمية.

### اتفاقيات التمويل
- قرار رئيس الجمهورية رقم 122 لسنة 2022 في شأن الموافقة على اتفاق قرض مترو الإسكندرية بين جمهورية مصر العربية والبنك الأوروبي لإعادة الإعمار والتنمية بمبلغ 250 مليون يورو، والموقع بتاريخ 27 ديسمبر 2021.[2]
- قرار رئيس الجمهورية رقم 531 لسنة 2022 في شأن الموافقة على الاتفاق المبسط بين حكومة جمهورية مصر العربية والوكالة الفرنسية للتنمية بشأن قرض بمبلغ 250 مليون يورو على شريحتين، لمشروع إنشاء مترو إسكندرية أبو قير.[3]
- قرار رئيس الجمهورية رقم 471 لسنة 2023 في شأن الموافقة على اتفاقية قرض بقيمة 250 مليون يورو من البنك الآسيوي للاستثمار في البنية التحتية لتطوير خط سكك حديد أبو قير بالإسكندرية، وتحويله إلى مترو كهربائي.[4]

## التاريخ

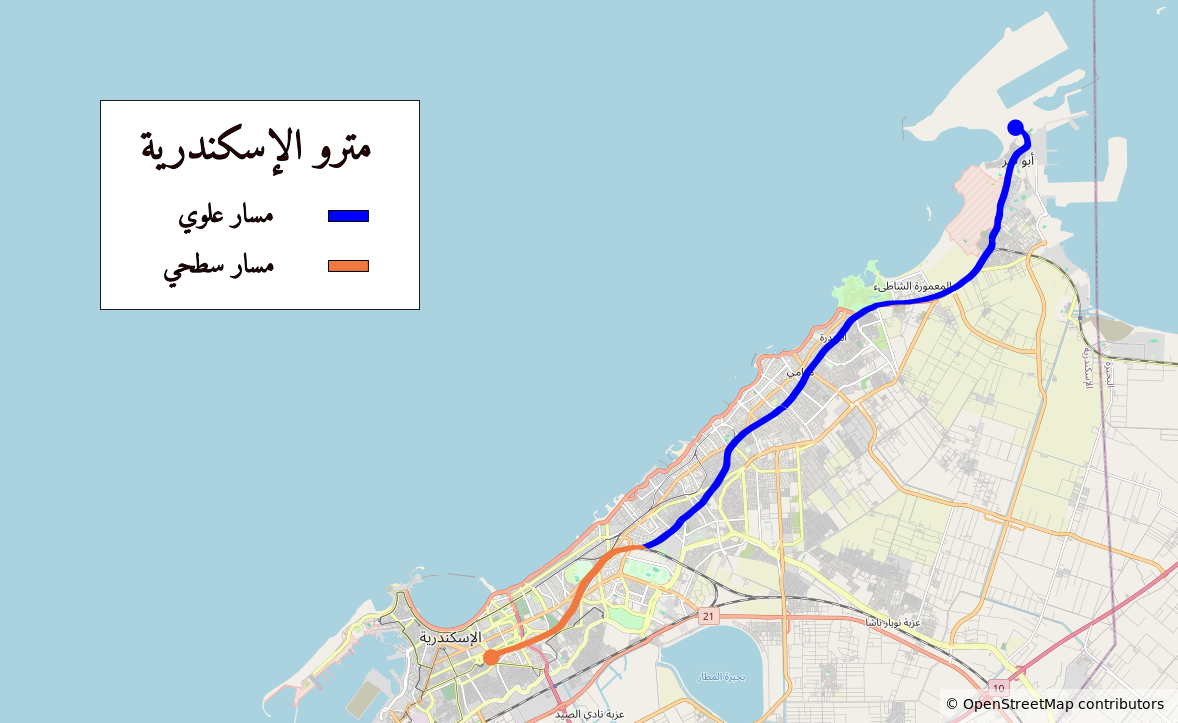
خريطة مترو الإسكندرية.

تعود فكرة إنشاء مترو بمدينة الإسكندرية إلى سنة 2008 عندما أعلم عن قيام شركة ماليزية بتقديم عرض لإقامة قطار سريع معلق بديلاً لخط قطار أبو قير لربط منطقة أبو قير بمدينة برج العرب الجديدة، إلا أن العرض تم رفضه بسبب المبالغة في تكلفة المشروع، أعلن في 2009 عن بدء مفاوضات مع شركة فرنسية لإنشاء خط مترو أنفاق بالإسكندرية، وعرضت الشركة إنشاء المترو بنظام التشييد والتشغيل ونقل الملكية ولا يتحمل الجانب المصري أي نفقات، كما يقوم الجانب الفرنسي بإعداد دراسة الجدوى وتقديمها للحكومة المصرية ويقوم أحد المكاتب الاستشارية الدراسات اللازمة للمشروع تحت رعاية الحكومة.
وضع أساتذة جامعيون رسومات وتصميمات ومخططات لمشروع مترو الإسكندرية في عام 2013 ثم سيتم البدء في مرحلة البحث عن ممول للمشروع، إلا أن كل هذه المحاولات لم ترى النور حتى سنة 2019 عندما أعلنت وزارة النقل المصرية عن طرح مناقصة عالمية لاختيار الشركة المنفذة لمشروع تحويل خط قطار أبو قير بالإسكندرية إلى مترو بتكلفة التقديرية للمشروع تصل إلى 1.5 مليار دولار أمريكي، أعلن في يناير 2020 عن تلقْي عرض من الوكالة الفرنسية للتنمية لتمويل المشروع بتكلفة التقديرية للمشروع تصل إلى 1.7 مليار دولار، وكذلك تم إنهاء إجراءات التعاقد مع المكتب الاستشاري الفرنسي «سيسترا» لتولّي الإشراف على أعمال تنفيذ المشروع وسيقوم بالتصميمات والدراسات التفصيلية، بدأت أعمال تنفيذ المشروع في أبريل 2023.

### مراحل التنفيذ
وقع عقد تنفيذ أعمال البنية الأساسية والأنظمة لمترو الإسكندرية (أبو قير - محطة مصر) بين الهيئة القومية للأنفاق وتحالف (أوراسكوم للإنشاءات - كولاس ريل الفرنسية) بقيادة أوراسكوم للإنشاءات في 6 سبتمبر 2023.
تعتمد خطة المشروع على تحويل خط قطار أبو قير إلى مترو كهربائي بحيث يمتد بطول 43.2 كم ويتم تنفيذه على ثلاث مراحل منفصلة، الأولى تمتد من محطة أبو قير حتى محطة مصر (الإسكندرية) بطول 21.7 كم حيث تمتد في مسار سطحي بطول 6.5 كم من محطة مصر حتى ما قبل محطة الظاهرية قبل منطقة وينجت ثم في مسار علوي بطول 15.2 كم حتى محطة أبو قير ويشتمل على عدد (20) محطة وتبلغ السرعة التشغيلية للخط 100 كم/ساعة.
على أن بتبادل الخدمة مع خط سكك حديد (القاهرة – الإسكندرية) في محطة مصر والحضرة وسيدي جابر ومع ترام الإسكندرية في محطتي سيدي جابر وفيكتوريا ومع خط سكك حديد رشيد في محطة المعمورة البلد.
كما أنه من المخطط مد الخط بإتجاه برج العرب ليربط مع الخط الأول للقطار الكهربائي السريع وبإتجاه أبو قير الجديدة ليربط مع الخط الرابع من القطار الكهربائى السريع.
تم طرح أعمال تنفيذ المرحلة الأولى من الخط في صورة عقدين منفصلين:
- الأول: لتنفيذ (الأعمال المدنية - أعمال السكة - أعمال الإشارات - الإتصالات - التحكم المركزي - بوابات التذاكر - أعمال الإمداد بالطاقة - الأعمال الكهربائية والميكانيكية - معدات الورشة) ومدة تنفيذها 30 شهر وسيقوم بتنفيذه التحالف بقيادة أوراسكوم.
- الثاني: لتنفيذ أعمال (الوحدات المتحركة - قطع الغيار - المعدات الخاصة بأجهزة القياس والاختبار) والذي يجري حالياً أعمال التقييم للشركات المتقدمة لتنفيذه.[11]

وتهدف أعمال التطوير إلى:
- تحقيق التشغيل الآمن للخط وخاصة بعد إلغاء عدد 14 مزلقان بالإضافة إلى العديد من المعابر المخالفة والتقاطعات مع الحركة المرورية.
- استيعاب حركة النقل المتزايدة وعدد الرحلات والمساهمة في تخفيض الإختناقات المرورية.
- خفض استهلاك الوقود حيث أن التشغيل يعتمد على الطاقة الكهربائية النظيفة.
- زيادة الطاقة القصوى للركاب من 2850 راكب/ساعة/اتجاه إلى 60.000 راكب/ساعة/اتجاه.
- تقليل زمن الرحلة من 50 دقيقة إلى 25 دقيقة من خلال زيادة سرعة التشغيل من 25 كم/ساعة إلي 100 كم/ساعة.
- تحقيق زمن أقصر للتقاطر من 10 دقائق إلى 2.5 دقيقة.[11]

## المسار
يتكون المشروع من ثلاثة مراحل كالتالي:

### المرحلة الأولى
تربط المرحلة الأولى لمترو الإسكندرية بين منطقة أبو قير بحي ثان المنتزة ومنطقة محطة مصر بحي وسط داخل نطاق مدينة الإسكندرية على المسار الحالي لخط قطار أبو قير بطول 22 كم، ويتكون المسار من 20 محطة هي أبو قير، طوسون، المعمورة، الإصلاح، المندرة، المنتزة، العصافرة، ميامي، سيدي بشر، محمد نجيب، فيكتوريا، غبريال، باكوس، الظاهرية، كفر عبده، سيدي جابر، سبورتنج، الحضرة، باب شرق، ومحطة مصر.

### المرحلة الثانية
تربط المرحلة الثانية لمترو الإسكندرية بين منطقة محطة مصر بحي وسط والمكس بحي العجمي بطول بطول 8 كم، وسيتكوّن المسار من خمسة محطات هي دون بوسكو، القناة، القباري، المتراس، والمكس، وسيتم البدء في أعمال دراسة الجدوى والإنشاءات في هذه المرحلة بعد الانتهاء من تشغيل المرحلة الأولى.

### المرحلة الثالثة
تربط المرحلة الثالثة لمترو الإسكندرية بين منطقتي المكس والكيلو 21 بحي العجمي بطول 13.5 كم، وسيتكون المسار من تسعة محطات هي الوادي، الدخيلة، الدخيلة 2، البيطاش، العجمي، الهانوفيل، أبو يوسف، السلام، والكيلو 21، حتى ينتهي عند محطة العلمين من القطار الكهربائي السريع. ولم يتحدد موعد البدء في أعمال الإنشاءات في هذه المرحلة.